# Xyris humpatensis
Xyris humpatensis är en gräsväxtart som beskrevs av Nicholas Edward Brown. Xyris humpatensis ingår i släktet Xyris och familjen Xyridaceae.
Artens utbredningsområde är Angola. Inga underarter finns listade i Catalogue of Life.